# NEP The Netherlands
NEP The Netherlands (uitspraak: en-ie-pie, een afkorting voor North East Pennsylvania, tot 1 januari 2016 Infostrada-DutchView of kortweg DutchView) is een Nederlands bedrijf dat zich voornamelijk richt op het (live) registreren van internet-, televisie- en radioproducties. NEP werkt zowel voor de Nederlandse Publieke Omroep, commerciële en buitenlandse omroepen als voor het bedrijfsleven.

## Geschiedenis

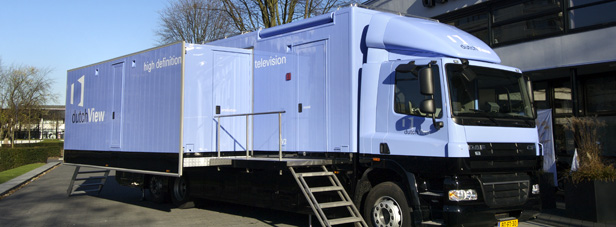
DutchView-wagen

Het bedrijf DutchView is in 2002 ontstaan na de opsplitsing van het Nederlands Omroepproduktie Bedrijf (NOB). DutchView werd sinds 2011 onderdeel van het Nederlandse bedrijf CMI (Consolidated Media Group), waar Infostrada Creative Technology, TEAM ENG en Avi-Drome deel van uitmaakten. Eind augustus 2015 nam de Amerikaanse tv-gigant NEP het bedrijf CMI over, waardoor DutchView per 1 januari 2016 verderging onder de naam NEP The Netherlands. Concurrent Facility House werd in februari 2019 volledig overgenomen door NEP.

## Werkgebied
NEP richt zich op het technisch faciliteren van multimediaproducties, en heeft geen uitzendtaken. Deze taak was tot 2011 opgedragen aan Ericsson Broadcast & Media Services van Ericsson, dat sinds 2017 Red Bee Media heet. 
Op het Media Park huurt NEP een aantal (kantoor)ruimtes in het Studiocentrum (hoofdkantoor en MCR), Mediacentrum (postproductie) en Reportagecentrum (ENG, garage en magazijn). De bedrijfsonderdelen van NEP zijn onder andere:
- Broadcast Services: NEP beheert een aantal studio's in Hilversum waarvan op het Media Park studio 1, 2, 3, 4, 9, 11, 14, 16, 20, 22, 24, 41, 42 en 43; en studio 47 op de Mussenstraat. Er waren ook drie studio's op het Cultuurpark Westergasfabriek in Amsterdam. Dagelijks vinden in deze studio's televisieregistraties plaats. Van actualiteitenprogramma's als Eva, Bar Laat en Vandaag Inside tot soaps als Goede tijden, slechte tijden en grote, rechtstreekse programma's als het Eurovisiesongfestival. Registratie van sportwedstrijden als de Eredivisie en UEFA Champions League vallen ook onder hun portfolio.
- Creative Technology: Registratie, play-out, postproductie, remote- en cloudproductie, studioproductie, host broadcasting, media asset management, multi-screen delivery, end-to-end OTT oplossingen en video display installaties. NEP verzorgt de playout voor ESPN in Nederland en een aantal buitenlandse ESPN-kanalen, Ziggo Sport (2017-2023),[7][8] Eurosport en NPO (2018-2024).[9] In het Studiocentrum beschikken ze over een aantal flexibele cloud-regies waar ze producties op afstand kunnen uitvoeren. Voorbeelden zijn Buitenhof vanuit Amsterdam[10] en het EK voetbal 2017 in Nederland.[11] In het Decorcentrum beschikken zij over een grote dataserver die het Datahotel genoemd wordt, om hun diensten te realiseren.[12]
- NEP ENG Service: De ENG-afdeling van NEP; oftewel één cameratechniek bij verslaggeving op locatie. Sinds 2011 onder de naam TEAM Facilities, en later TEAM ENG, begin 2019 werd de naam veranderd in NEP ENG Service. Per 1 maart 2024 is deze afdeling geïntegreerd in Broadcast Services.[13] Hun portfolio bestaat onder andere uit Man bijt hond, Hunted, Eigen Huis & Tuin, De slechtste chauffeur van Nederland, Blow Up en DREAM SCHOOL.
- Mobile/RF Services (MBS): Mobile Broadcast Systems, draadloze cameratechniek op alle plekken waar kabels niet gewenst zijn. Bijvoorbeeld voor registratie vanaf motoren en helikopters bij bijvoorbeeld wielerwedstrijden, on-board camera's bij autoraces maar ook draadloze camera's bij bijvoorbeeld de Sinterklaasintocht en Koningsdag.
- Muziekregistratie: de meersporenopname van muziekconcerten voor radio, televisie, cd's en dvd's.
- NEP Graphics: graphics voor televisieprogramma's. Denk aan verkiezingen, spelprogramma's en grote liveshows. Voorheen stond deze afdeling bekend onder de naam ProGraphics.
- VIXY Live: het livestreamen van beeld en geluid via internet voor (zakelijke) bijeenkomsten, evenementen en festivals. Tot oktober 2023 heette deze afdeling NEP Webcasting.[14]

## Studio's van NEP
| Plaats                 | Locatie                      | Locatie                      | Studio                                                                | Programma's                                                                          |
| ---------------------- | ---------------------------- | ---------------------------- | --------------------------------------------------------------------- | ------------------------------------------------------------------------------------ |
| Hilversum              | Media Park                   | Studiocentrum                | Studio 1                                                              | Voor een overzicht van producties in deze studio's, zie Media Park .                 |
| Hilversum              | Media Park                   | Studiocentrum                | Studio 2                                                              | Voor een overzicht van producties in deze studio's, zie Media Park .                 |
| Hilversum              | Media Park                   | Studiocentrum                | Studio 3                                                              | Voor een overzicht van producties in deze studio's, zie Media Park .                 |
| Hilversum              | Media Park                   | Studiocentrum                | Studio 4                                                              | Voor een overzicht van producties in deze studio's, zie Media Park .                 |
| Hilversum              | Media Park                   | RTL-gebouw                   | Studio 9                                                              | Voor een overzicht van producties in deze studio's, zie Media Park .                 |
| Hilversum              | Media Park                   | Studiocentrum                | Studio 11                                                             | Voor een overzicht van producties in deze studio's, zie Media Park .                 |
| Hilversum              | Media Park                   | RTL-gebouw                   | Studio 14                                                             | Voor een overzicht van producties in deze studio's, zie Media Park .                 |
| Hilversum              | Media Park                   | RTL-gebouw                   | Studio 16                                                             | Voor een overzicht van producties in deze studio's, zie Media Park .                 |
| Hilversum              | Media Park                   | Studiocentrum                | Studio 20                                                             | Voor een overzicht van producties in deze studio's, zie Media Park .                 |
| Hilversum              | Media Park                   | Willem Ruisweg               | Studio 22                                                             | Voor een overzicht van producties in deze studio's, zie Media Park .                 |
| Hilversum              | Media Park                   | Willem Ruisweg               | Studio 24                                                             | Voor een overzicht van producties in deze studio's, zie Media Park .                 |
| Hilversum              | Media Park                   | Studiocentrum                | Studio 41                                                             | Voor een overzicht van producties in deze studio's, zie Media Park .                 |
| Hilversum              | Media Park                   | Studiocentrum                | Studio 42                                                             | Voor een overzicht van producties in deze studio's, zie Media Park .                 |
| Hilversum              | Media Park                   | Studiocentrum                | Studio 43                                                             | Voor een overzicht van producties in deze studio's, zie Media Park .                 |
| Hilversum              | AKN-gebouw                   | AKN-gebouw                   |                                                                       | Radar, Zapplive                                                                      |
| Hilversum              | Mussenstraat                 | Mussenstraat                 | Studio 47                                                             | 112 Vandaag, Lego Masters                                                            |
| Amsterdam-Duivendrecht | MediArena                    | MediArena                    | Studio 1                                                              | Miljoenenjacht, Eén tegen 100, Stabilo Spellingstrijd, Wie ben ik?, Goor Draait Door |
| Amsterdam-Duivendrecht | MediArena                    | MediArena                    | Studio 2                                                              | Goede tijden, slechte tijden                                                         |
| Amsterdam-Duivendrecht | MediArena                    | MediArena                    | Studio 3                                                              |                                                                                      |
| Amsterdam-Duivendrecht | MediArena                    | MediArena                    | Studio 4                                                              | ESPN Vandaag                                                                         |
| Amsterdam-Duivendrecht | MediArena                    | MediArena                    | Studio 5                                                              | ESPN Voetbal op Vrijdag, ESPN Eretribune, ESPN Eredivisie op Zondag                  |
| Amsterdam-Duivendrecht | MediArena                    | MediArena                    | Studio 6                                                              | Goedemorgen Eredivisie, De Voetbalkantine                                            |
| Amsterdam              | Westergasfabriek (2010-2021) | Westergasfabriek (2010-2021) | Studio 1                                                              | De Wereld Draait Door, De vooravond, M                                               |
| Amsterdam              | Westergasfabriek (2010-2021) | Westergasfabriek (2010-2021) | Studio 2                                                              | Pauw & Witteman, Pauw, Jinek, Op1                                                    |
| Amsterdam              | Westergasfabriek (2010-2021) | Westergasfabriek (2010-2021) | De Nieuwste Show, The voice of Holland (The Battle), 3FM Awards, Aria |                                                                                      |

## Reportagewagens

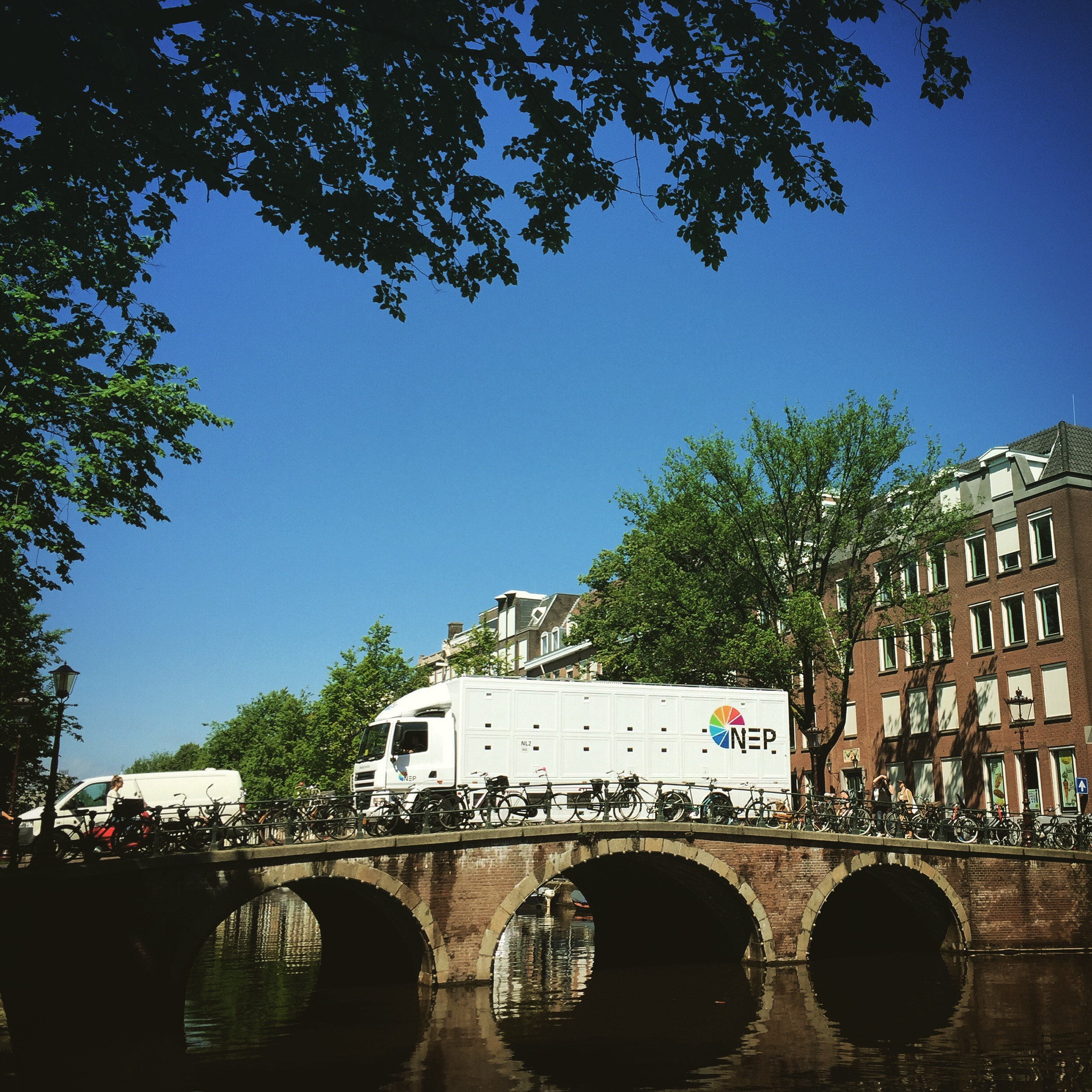
OBV NEP NL2 op Keizersgracht, Amsterdam

NEP beschikt over een uitgebreide vloot aan reportagewagens. Deze registratiewagens maken het mogelijk om vanaf elke locatie een programma te registreren ten behoeve van radio, televisie of internet. Voor grote producties zoals Musicals in Ahoy tot kleinere producties voor het internet is een aantal reportagewagens beschikbaar.
NL1: Geschikt voor producties tot 12 camera's. Voorheen OBV5 van Facilty House.
NL3: Geschikt voor producties tot 8 camera's. Voorheen OBV6 van Facilty House.
NL4: Geschikt voor producties tot 8 camera's.
NL5: Geschikt voor producties tot 6 camera's
NL6: Geschikt voor producties tot 6 camera's. Voorheen OBV4 van Facilty House.
NL8 & NL9: Twee identieke OBV's. Ieder geschikt voor producties tot 12 camera's.
UHD 2: Kopie van het Zweedse model UHD 1. Geschikt voor grote producties in HDR tot 24+ camera's.
Music One: Geluidswagen.